# Mara (pattedyr)
 For alternative betydninger, se Mara. (Se også artikler, som begynder med Mara)
En mara (latin: Dolichotis patagona) eller pampashare er et dyr i familie med marsvinet. Maraen er en forholdsvis stor gnaver med lange ben. Maraen lever i pampas og busket steppe i det centrale og sydlige Argentina.[kilde mangler]